# يحيى باي
يحي باي هو باي المدية وحاكم بايلك التيطري ضمن أيالة الجزائر في العهد العثماني. امتد حكمه بين سنتي 1568 و1575 ليخلفه فيما بعد رمضان باي.